# Gail Ann Dorsey
 (juillet 2022).
Si vous disposez d'ouvrages ou d'articles de référence ou si vous connaissez des sites web de qualité traitant du thème abordé ici, merci de compléter l'article en donnant les références utiles à sa vérifiabilité et en les liant à la section « Notes et références ».
Gail Ann Dorsey, née le 20 novembre 1962 à Philadelphie (Pennsylvanie), est une musicienne et chanteuse  rock américaine, essentiellement connue comme bassiste.
Longtemps reconnue comme bassiste de studio, elle doit sa notoriété publique à sa collaboration de 1993 à 1996 avec le groupe Tears for Fears et à sa présence comme bassiste dans le groupe de David Bowie à partir de 1995.
Elle collabore à partir de 2022 avec Matthieu Chedid, alias -M-.

## Biographie

### Jeunesse et débuts
Le parcours de Gail Ann Dorsey dans l'univers de la musique débute précocement. Dès l'adolescence, elle chante et s'initie à différents instruments : guitare, basse, clarinette et batterie. Elle commence aussi à écrire ses propres compositions musicales, et va même jusqu'à rédiger des scénarios de longs métrages pour illustrer certaines d'entre elles car, en plus d'être passionnée pour l'écriture, cette musicienne autodidacte est aussi une fervente cinéphile.
En 1980, Gail Ann Dorsey traverse les États-Unis pour aller étudier le cinéma au California Institute of the Arts. Mais après trois semestres d'études, elle se rend compte que le milieu du septième art n'est pas celui où elle pourra s'épanouir. Ayant pris conscience qu'elle possède les talents nécessaires pour réussir une carrière dans la musique, elle retourne sur la côte Est en 1982 et séjourne à New York pendant une année, vraisemblablement infructueuse.
C'est à Londres, où elle s'installe au cours de l'été 1983, que ses projets commencent à prendre forme. Elle décroche une place de choriste dans le big band de Charlie Watts et collabore avec d'autres artistes comme Boy George, Concrete Blonde ou Anne Pigalle.

### Premiers albums
À la suite d'un passage remarqué dans une émission télévisée britannique, Gail Ann Dorsey signe chez WEA en décembre 1987. L'année suivante sort son premier album, The Corporate World, sur lequel apparaissent plusieurs musiciens renommés : Eric Clapton, Anne Dudley, Andy Gill et Steve Ferrone. Le disque est d'ailleurs produit par le célèbre bassiste Nathan East. En 1995, elle intègre le groupe The The, avec lequel elle enregistre l'album de reprises d'Hank Williams Hanky Panky. En 1998, elle participe au concert de Un, deux, trois soleils à Paris-Bercy aux côtés de Khaled (chanteur), Rachid Taha et Faudel. Le guitariste Steve Hillage du groupe Gong produit l'album et joue la guitare.[pas clair]

### Avec Tears for Fears et David Bowie
Elle collabore, entre 1993 et 1995, avec le groupe britannique Tears for Fears, participant aux tournées suivant les parutions des albums Elemental en 1993 et Raoul and the Kings of Spain sur lequel elle joue en 1995. Elle apparaît également dans plusieurs clips du groupe datant de cette époque-là, dont notamment celui illustrant le succès Break It Down Again.
En parallèle, elle devient la bassiste attitrée de David Bowie à partir de 1995. Elle participe par exemple au concert de Glastonbury en 2000 (30 ans après le premier passage de Bowie sur cette scène) et à la tournée mondiale A Reality Tour en 2003-2004. Elle apparait aussi sur le coffret compilation Toy de Bowie sorti en 2022, jouant la basse sur tout l'album, à l'exception d'une seule chanson jouée par Tony Visconti, mais aussi la clarinette sur une chanson et les chœurs.

### Participations à des concerts
Elle participe au concert de Christophe à la Cité de la musique à Paris le  16 mars 2010, sorti en album sous le titre de Ma barrière de corail.
Elle participe également à trois tournées de Lenny Kravitz : Black & White America en 2011-2012, Strut en 2014-2015 et Raise Vibration en 2018-2019.
Une de ses particularités est de jouer régulièrement pieds nus, notamment auprès de Bowie. Elle est particulièrement identifiable grâce à sa silhouette longiligne et son crâne rasé.
Elle collabore sur l’album Rêvalité de Matthieu Chedid ou -M- sorti en 2022 (basse et chœurs) puis l’accompagne lors de la tournée à partir d'avril 2022. Avec -M-, elle chante en duo une reprise de Joe Dassin à toi, Space oddity et Life on Mars de David Bowie disponibles sur le coffret Rêvalité augmentée.

## AlbumCorporate World
- Gail Ann Dorsey – chant (1, 2, 4-11) ; choeurs (4, 5, 7, 11) ; basse (7, 8, 11) ; guitare acoustique (3–6, 11); guitare électrique (4, 7–9)
- Nathan East – basse (1–2, 5–6, 9–10) ; claviers (1, 7-8, 10) ; production (1–2, 5–11)
- Bub Roberts – guitare (2, 5–11)
- Eric Clapton – guitares
- Andy Gill – guitare (1)
- Mick Gallagher – claviers (1, 8)
- Marcel East – claviers (2, 5-7, 9-10)
- Anne Dudley – piano, synthétiseur, arrangement de cordes
- Jerry Hey – trompette, arrangements de cor
- Gary Grant – trompette
- Bill Reichenbach Jr. – trombone
- Kim Hutchcroft – saxophone ténor et baryton
- Carol Kenyon – choeurs (2, 9, 10)
- Katie Kissoon – choeurs (1, 8)
- Tessa Niles – choeurs (1, 2, 8–10)
- David Clarke – choeurs
- Steve Ferrone – batterie (1, 2, 5, 8, 10)
- Gavin Harrison – batterie (6, 9)
- Ted Hayton – programmation de batterie, enregistrement ; mixage (1, 3, 4, 6, 8–11)

## Discographie

### Solo
- 1988 : The Corporate World (Sire Records) - Avec Eric Clapton, Nathan East, Gavin Harrison, Anne Dudley, Carol Kenyon, Katie Kissoon, Tessa Niles, etc.
- 1992 : Rude Blue (Island Records)
- 2004 : I Used To Be (Sad Bunny Records)

### Concrete Blonde
- 1990 : Bloodletting de Concrete Blonde - Gail Ann : basse sur Tomorrow, Wendy

### Gang Of Four
- 1991 : Mall - Gail Ann : Basse, chœurs
- 2015 : What Happens Next - Gail Ann : Chant sur 	First World Citizen.

### The The
- 1995 : Hanky Panky - Gail Ann : basse

### Tears For Fears
- 1993 : Elemental - Gail Ann : basse

- 1995 : Raoul and the Kings of Spain - Gail Ann : joue la basse et participe à l'écriture de la chanson Queen of Compromise.

### David Bowie

#### Albums studio
- 1997 : Earthling - Gail Ann : basse, chœurs
- 2002 : Heathen - Gail Ann basse sur Conversation Piece
- 2003 : Reality - Gail Ann : chœurs
- 2013 : The Next Day - Gail Ann partage le poste de bassiste avec Tony Levin. Elle est présente à la basse sur 8 chansons et aux chœurs sur 7.

#### Albums live
- 2000 : LiveAndWell.com - Gail Ann : basse, claviers, chœurs
- 2000 : Bowie at the Beeb - Gail Ann : basse, guitares, chœurs sur le CD 3
- 2009 : VH1 Storytellers - Gail Ann : basse, chœurs
- 2010 : A Reality Tour - Gail Ann : basse, chœurs
- 2018 : Glastonbury 2000 - Gail Ann : basse, chœurs

#### Boitier compilation
- 2022 : Toy - Gail Ann : basse, clarinette, chœurs

#### EP
- 2020 : Is It Any Wonder? - EP de David Bowie enregistré pendant les sessions de l'album Earthling (1997). Gail Ann est présente sur 5 des 6 titres du EP

### Rachid Taha/Khaled/Faudel
- 1999 : 1,2,3 Soleils - Gail Ann : basse, chœurs.

### Matthieu Chedid / -M-
- 2022 : Rêvalité - basse, chœurs
- 2022 : Rêvalité Augmentée - basse, chant, chœurs
- 2022 : À Toi